# Cynorta conspersa
Cynorta conspersa is een hooiwagen uit de familie Cosmetidae.